# Вест-Вайомінг (Пенсільванія)
Вест-Вайомінг (англ. West Wyoming) — місто (англ. borough) в США, в окрузі Лузерн штату Пенсільванія. Населення — 2638 осіб (2020).

## Географія
Вест-Вайомінг розташований за координатами 41°19′18″ пн. ш. 75°51′28″ зх. д. / 41.32167° пн. ш. 75.85778° зх. д. (41.321694, -75.857841).  За даними Бюро перепису населення США в 2010 році місто мало площу 9,37 км², уся площа — суходіл.

## Демографія
Згідно з переписом 2010 року, у селищі мешкало 2725 осіб у 1170 домогосподарствах у складі 755 родин. Густота населення становила 291 особа/км².  Було 1253 помешкання (134/км²).
Расовий склад населення:
| - 98,8 % — білих - 0,3 % — чорних або афроамериканців - 0,2 % — вихідців з тихоокеанських островів - 0,1 % — азіатів |

До двох чи більше рас належало 0,5 %. Частка іспаномовних становила 0,6 % від усіх жителів.
За віковим діапазоном населення розподілялося таким чином: 18,3 % — особи молодші 18 років, 59,8 % — особи у віці 18—64 років, 21,9 % — особи у віці 65 років та старші. Медіана віку мешканця становила 46,0 року. На 100 осіб жіночої статі у селищі припадало 91,6 чоловіків;  на 100 жінок у віці від 18 років та старших — 90,3 чоловіків також старших 18 років.
Середній дохід на одне домашнє господарство  становив 64 259 доларів США (медіана — 55 039), а середній дохід на одну сім'ю — 78 946 доларів (медіана — 72 802). Медіана доходів становила 45 284 долари для чоловіків та 36 705 доларів для жінок. За межею бідності перебувало 8,8 % осіб, у тому числі 8,8 % дітей у віці до 18 років та 10,7 % осіб у віці 65 років та старших.
Цивільне працевлаштоване населення становило 1336 осіб. Основні галузі зайнятості: освіта, охорона здоров'я та соціальна допомога — 26,1 %, роздрібна торгівля — 14,8 %, виробництво — 12,9 %.